# 1234
Il 1234 (MCCXXXIV in numeri romani) è un anno  del XIII secolo.

## Eventi
- Concilio di Tarragona.
- Il 7 aprile il califfo abbaside al-Mustansir inaugura a Baghdad la scuola d'insegnamento superiore che da lui prende il nome (al-Mustansiriyya).
- Il senatore di Roma Luca Savelli saccheggia il Laterano

## Nati
- 18 settembre - Corrado Miliani, religioso italiano († 1289)
- Abaqa, sovrano mongolo († 1282)
- Al-Nawawi, giurista († 1278)
- Colomanno I di Bulgaria, sovrano bulgaro
- Cristina di Norvegia, nobile norvegese († 1262)
- Matilde II di Borbone, contessa († 1262)
- Manuele di Castiglia, principe († 1283)
- Beatrice di Provenza, sovrana († 1267)

## Morti
- 23 febbraio - Guglielmo II di Barres, cavaliere medievale francese
- 3 marzo - Roberto III di Dreux, nobile francese (n. 1185)
- 7 aprile - Sancho VII di Navarra, re (n. 1154)
- 16 aprile - Riccardo il Maresciallo, III conte di Pembroke, nobile britannico (n. 1191)
- 7 maggio - Ottone II di Borgogna, nobile italiano
- 18 giugno - Chūkyō, imperatore giapponese (n. 1218)
- 10 luglio - Fra Pacifico, francescano e poeta italiano
- 19 luglio - Fiorenzo IV d'Olanda, conte olandese (n. 1210)
- 31 agosto - Go-Horikawa, imperatore giapponese (n. 1212)
- 6 settembre - Milone di Nanteuil, vescovo cattolico francese
- 8 novembre - Bahāʾ al-Dīn ibn Šaddād, giurista e storico curdo (n. 1145)
- Andrea d'Ungheria, nobile ungherese
- Tiso VI da Camposampiero, condottiero e politico italiano
- Canuto II di Svezia, re
- Alan di Galloway, nobile e militare britannico (n. 1199)
- Stefano Radoslav di Serbia, sovrano serbo
- Ottaviano dei conti di Segni, cardinale italiano
- Filippo Hurepel di Clermont, nobile francese (n. 1201)
- Guglielmo di Voltaggio, nobile e ambasciatore italiano (n. 1160)
- Minamoto no Ienaga, poeta giapponese (n. 1170)

## Calendario
| Calendario 1234 | Calendario 1234 | Calendario 1234 | Calendario 1234 | Calendario 1234 | Calendario 1234 | Calendario 1234 | Calendario 1234 | Calendario 1234 | Calendario 1234 | Calendario 1234 | Calendario 1234 | Calendario 1234 | Calendario 1234 | Calendario 1234 | Calendario 1234 | Calendario 1234 | Calendario 1234 | Calendario 1234 | Calendario 1234 | Calendario 1234 | Calendario 1234 | Calendario 1234 | Calendario 1234 | Calendario 1234 | Calendario 1234 | Calendario 1234 | Calendario 1234 | Calendario 1234 | Calendario 1234 | Calendario 1234 | Calendario 1234 | Calendario 1234 |
| --------------- | --------------- | --------------- | --------------- | --------------- | --------------- | --------------- | --------------- | --------------- | --------------- | --------------- | --------------- | --------------- | --------------- | --------------- | --------------- | --------------- | --------------- | --------------- | --------------- | --------------- | --------------- | --------------- | --------------- | --------------- | --------------- | --------------- | --------------- | --------------- | --------------- | --------------- | --------------- | --------------- |
|                 | 1               | 2               | 3               | 4               | 5               | 6               | 7               | 8               | 9               | 10              | 11              | 12              | 13              | 14              | 15              | 16              | 17              | 18              | 19              | 20              | 21              | 22              | 23              | 24              | 25              | 26              | 27              | 28              | 29              | 30              | 31              |                 |
| Gennaio         | Do              | Lu              | Ma              | Me              | Gi              | Ve              | Sa              | Do              | Lu              | Ma              | Me              | Gi              | Ve              | Sa              | Do              | Lu              | Ma              | Me              | Gi              | Ve              | Sa              | Do              | Lu              | Ma              | Me              | Gi              | Ve              | Sa              | Do              | Lu              | Ma              |                 |
| Febbraio        | Me              | Gi              | Ve              | Sa              | Do              | Lu              | Ma              | Me              | Gi              | Ve              | Sa              | Do              | Lu              | Ma              | Me              | Gi              | Ve              | Sa              | Do              | Lu              | Ma              | Me              | Gi              | Ve              | Sa              | Do              | Lu              | Ma              |                 |                 |                 |                 |
| Marzo           | Me              | Gi              | Ve              | Sa              | Do              | Lu              | Ma              | Me              | Gi              | Ve              | Sa              | Do              | Lu              | Ma              | Me              | Gi              | Ve              | Sa              | Do              | Lu              | Ma              | Me              | Gi              | Ve              | Sa              | Do              | Lu              | Ma              | Me              | Gi              | Ve              |                 |
| Aprile          | Sa              | Do              | Lu              | Ma              | Me              | Gi              | Ve              | Sa              | Do              | Lu              | Ma              | Me              | Gi              | Ve              | Sa              | Do              | Lu              | Ma              | Me              | Gi              | Ve              | Sa              | Do              | Lu              | Ma              | Me              | Gi              | Ve              | Sa              | Do              |                 |                 |
| Maggio          | Lu              | Ma              | Me              | Gi              | Ve              | Sa              | Do              | Lu              | Ma              | Me              | Gi              | Ve              | Sa              | Do              | Lu              | Ma              | Me              | Gi              | Ve              | Sa              | Do              | Lu              | Ma              | Me              | Gi              | Ve              | Sa              | Do              | Lu              | Ma              | Me              |                 |
| Giugno          | Gi              | Ve              | Sa              | Do              | Lu              | Ma              | Me              | Gi              | Ve              | Sa              | Do              | Lu              | Ma              | Me              | Gi              | Ve              | Sa              | Do              | Lu              | Ma              | Me              | Gi              | Ve              | Sa              | Do              | Lu              | Ma              | Me              | Gi              | Ve              |                 |                 |
| Luglio          | Sa              | Do              | Lu              | Ma              | Me              | Gi              | Ve              | Sa              | Do              | Lu              | Ma              | Me              | Gi              | Ve              | Sa              | Do              | Lu              | Ma              | Me              | Gi              | Ve              | Sa              | Do              | Lu              | Ma              | Me              | Gi              | Ve              | Sa              | Do              | Lu              |                 |
| Agosto          | Ma              | Me              | Gi              | Ve              | Sa              | Do              | Lu              | Ma              | Me              | Gi              | Ve              | Sa              | Do              | Lu              | Ma              | Me              | Gi              | Ve              | Sa              | Do              | Lu              | Ma              | Me              | Gi              | Ve              | Sa              | Do              | Lu              | Ma              | Me              | Gi              |                 |
| Settembre       | Ve              | Sa              | Do              | Lu              | Ma              | Me              | Gi              | Ve              | Sa              | Do              | Lu              | Ma              | Me              | Gi              | Ve              | Sa              | Do              | Lu              | Ma              | Me              | Gi              | Ve              | Sa              | Do              | Lu              | Ma              | Me              | Gi              | Ve              | Sa              |                 |                 |
| Ottobre         | Do              | Lu              | Ma              | Me              | Gi              | Ve              | Sa              | Do              | Lu              | Ma              | Me              | Gi              | Ve              | Sa              | Do              | Lu              | Ma              | Me              | Gi              | Ve              | Sa              | Do              | Lu              | Ma              | Me              | Gi              | Ve              | Sa              | Do              | Lu              | Ma              |                 |
| Novembre        | Me              | Gi              | Ve              | Sa              | Do              | Lu              | Ma              | Me              | Gi              | Ve              | Sa              | Do              | Lu              | Ma              | Me              | Gi              | Ve              | Sa              | Do              | Lu              | Ma              | Me              | Gi              | Ve              | Sa              | Do              | Lu              | Ma              | Me              | Gi              |                 |                 |
| Dicembre        | Ve              | Sa              | Do              | Lu              | Ma              | Me              | Gi              | Ve              | Sa              | Do              | Lu              | Ma              | Me              | Gi              | Ve              | Sa              | Do              | Lu              | Ma              | Me              | Gi              | Ve              | Sa              | Do              | Lu              | Ma              | Me              | Gi              | Ve              | Sa              | Do              |                 |